# مافاي 2
مافاي 2 في علم الفلك هي مجرة حلزونية متوسطة الحجم وترى في كوكبة ذات الكرسي تبعد عنا نحو 10 مليون سنة ضوئية، وتقع بعيدا في كوكبة ذات الكرسي هذا بالمقارنة بحجم مجرتنا - مجرة درب التبانة - التي يبلغ قطرها نحو 110.000 سنة ضوئية فقط. 

اكتشف عالم الفلك الإيطالي «باولو مافاي» المجرتين مافاي 2 و مافاي 1 في عام 1967 ، وذلك عن طريق رصد ما يأتي منهما من أشعة تحت الحمراء.
تقع المجرة مافاي 2 في وسط المستوى المجري لمجرة درب التبانة، في المنطقة المسماة منطقة التفادي . ولهذا فإن معظم الضوء القادم إلينا منها يحجب بنسية 99% عن أعيننا بسبب امتصاص الاشعة الضوئية في الغبار والغازات والنجوم المتجمعة في حوصلة مجرتنا. لهذا يصعب رؤيتها في نطاق الضوء المرئي، وتشاهد بطريقة أحسن في نطاق الأشعة تحت الحمراء التي لها خاصية النفاذ بسهولة في الغبار والغاز.
لفترة قصيرة من بعد اكتشاف مافاي 2 كان يعتقد أنها تتبع المجموعة المحلية للمجرات . ولكن بإجراء رصد أكثر دقة تبين أن مافاي 2 لها مجموعة مجرات تتبعها وتسمى باسمها مجموعة IC 342 / مافاي ؛ وهي مجموعة مجرات من أقرب مجاميع المجرات حولنا. تبلغ يبعد مجموعة مجرات مافاي عنا نحو 10 ملايين سنة ضوئية ؛ وهي ترى بالقرب من مجموعة مجرات أخرى تحيط بنا وهي مجموعة مجرات مسييه 81.

## معرض الصور

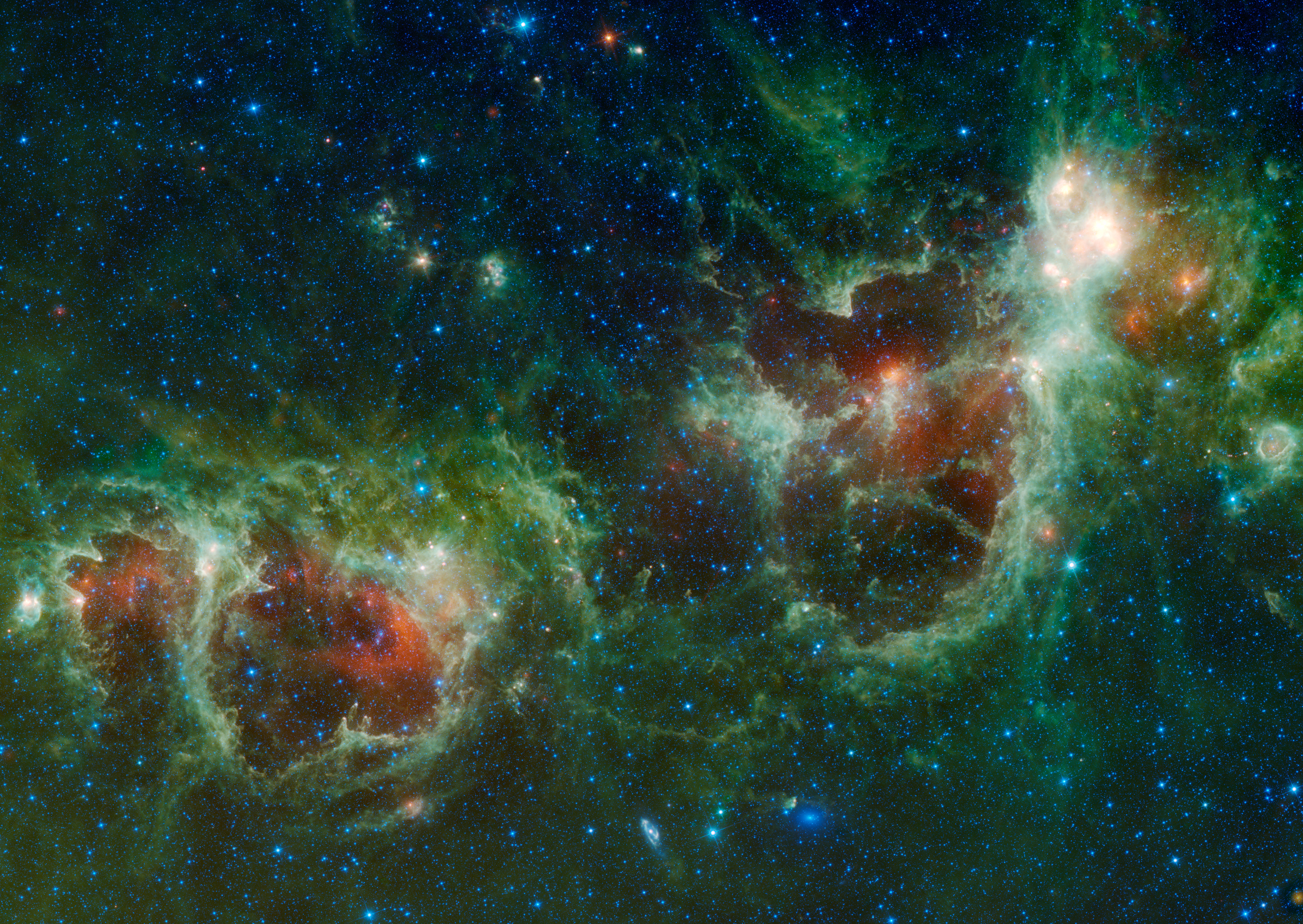
سديم القلب و سديم الروح. وأسفل منهما ترى المجرة الحلزونية الزرقاء مافاي 2 .
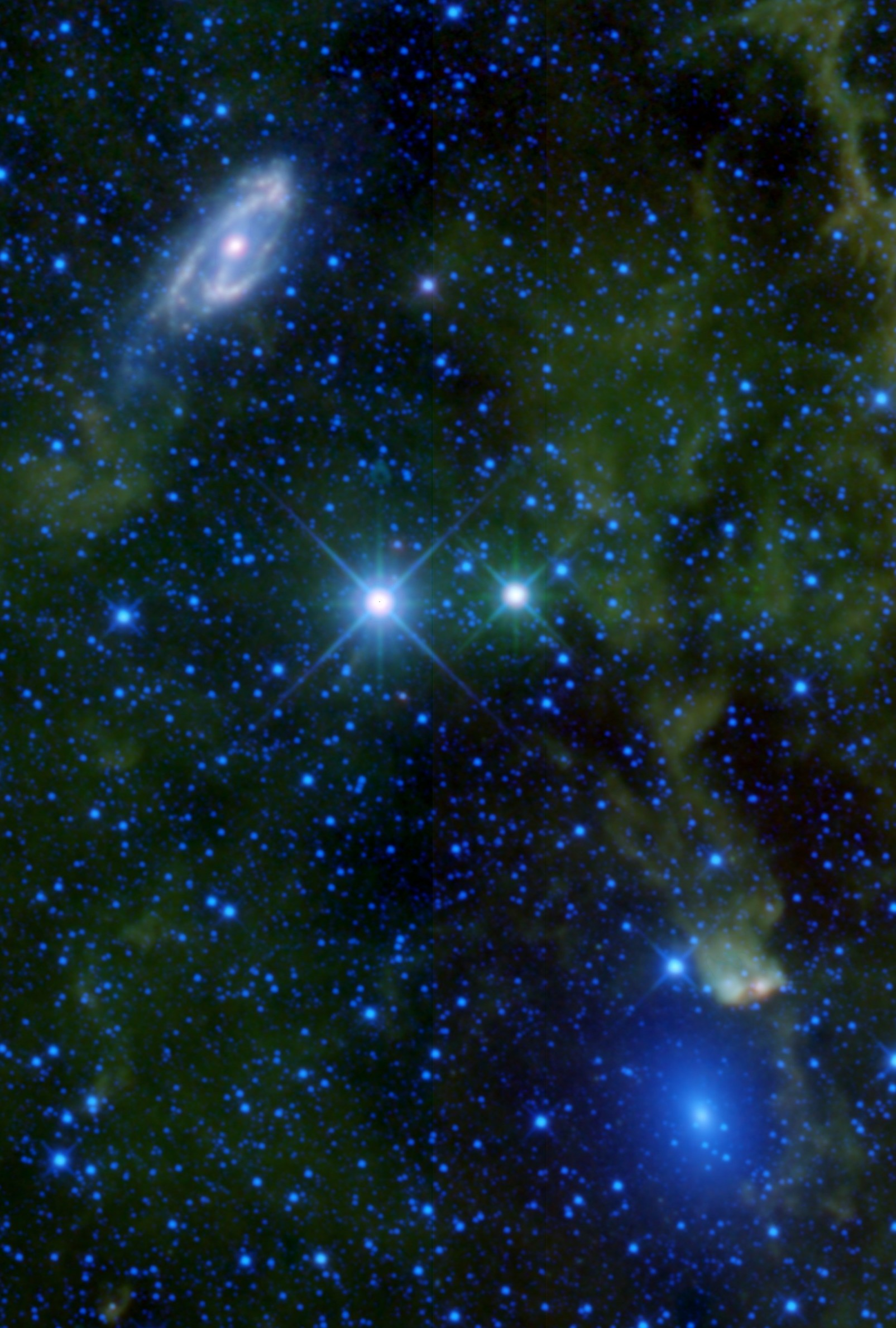
Maffei 2 هي المجرة الحلزونية في أعلى الصورة ,  ومافاي 1 البيضوية الزرقاء في أسفل الصورة إلى اليمين.
صورة تجمع بين المجرتين : مافاي 2 و مافاي 1.

## اقرأ أيضا
- مافاي 1
- سديم القلب
- سديم الروح / وسترهاوت 5
- دوينجيلو 1
- إن جي سي 1300
- مسييه 81

## وصلات خارجية
- SIMBAD: UGCA 39 -- Galaxy
- SEDS: Spiral Galaxy Maffei 2
- Sky-Map.org
- Maffei2
- Galaxies Beyond the Heart: Maffei 1 and 2 = صورة اليوم الفلكية 2010 March 9